# Olympische Jugend-Sommerspiele 2010/Teilnehmer (Kasachstan)
| Gelbes Symbol für Goldmedaillen mit stilisierten Olympischen Ringen | Graues Symbol für Silbermedaillen mit stilisierten Olympischen Ringen | Braundes Symbol für Bronzemedaillen mit stilisierten Olympischen Ringen |
| ------------------------------------------------------------------- | --------------------------------------------------------------------- | ----------------------------------------------------------------------- |
| 2                                                                   | 2                                                                     | 2                                                                       |

Die Jugend-Olympiamannschaft aus Kasachstan für die I. Olympischen Jugend-Sommerspiele vom 14. bis 26. August 2010 in Singapur bestand aus 47 Athleten.

## Athleten nach Sportarten

### Bogenschießen
Mädchen
- Farida Tukebajewa
Einzel: 17. Platz
Mixed: 17. Platz (mit Teodor Todorow  Bulgarien)

### Boxen
Jungen
- Adlet Rakischew
Mittelgewicht: 5. Platz

### Fechten
Jungen
- Kirill Schakupow
Degen Einzel: 5. Platz
Mixed: 8. Platz (im Team Asien-Ozeanien 2)

### Gewichtheben
| Mädchen - Sülfija Tschinschanlo Mittelgewicht: Silber - Schasira Schapparkul Schwergewicht: Gold | Jungen - Rüstem Sibay Mittelgewicht: Bronze |

### Handball
Mädchen
- Marina Baschina
- Irina Danilowa
- Olga Dergunowa
- Marta Gawrilowa
- Marija Proswetowa
- Alina Sundejewa
- Aida Schanarbekowa
- Walentina Dechtjarewa
- Tatjana Kurasowa
- Jewgenija Latkina
- Ljubow Tokarewa
- Dinara Ulumbetowa
- Marija Saitsewa
- Akmaral Bechairowa
4. Platz

### Judo
Jungen
- Qairat Aghybajew
Klasse bis 66 kg: 9. Platz
Mixed: Gold  (im Team Essen)

### Kanu
Jungen
- Timofei Jemeljanow
Kanu-Einer Sprint: DNF (Viertelfinale)
Kanu-Einer Slalom: disqualifiziert (Hoffnungslauf)

### Leichtathletik
| Mädchen - Elina Michina 400 m: 17. Platz Staffellauf: 5. Platz (im Team Asien) - Marina Saiko 400 m Hürden: 11. Platz | Jungen - Iwan Saljachow 10 km Gehen: DNF - Jewgeni Milowazki Diskuswurf: 11. Platz - Wladislaw Podzuk Speerwurf: 14. Platz |

### Moderner Fünfkampf
| Mädchen - German Sobolew Einzel: 20. Platz Mixed: 19. Platz (mit Margarita Maseikawa Belarus) | Jungen - Diljara Iljasowa Einzel: 19. Platz Mixed: 21. Platz (mit Aleix Heredia Spanien) |

### Radsport
- Rimma Lutschschenko
- Nurlan Düissenow
- Wadim Galejew
- Alexei Luzenko
Mixed: 17. Platz

### Reiten
- Timur Patarow
Springen Einzel: 9. Platz
Springen Mannschaft: 4. Platz (im Team Asien)

### Ringen
| Mädchen - Rimma Kuschkenowa Freistil bis 70 kg: 4. Platz | Jungen - Aqan Baimaghanbetow Griechisch-römisch bis 42 kg: Bronze - Schänibek Qandybajew Griechisch-römisch bis 69 kg: Gold |

### Schießen
Jungen
- Irschat Awchadijew
Luftgewehr 10 m: 15. Platz

### Schwimmen
| Mädchen - Jekaterina Rudenko 50 m Rücken: 5. Platz 100 m Rücken: 31. Platz - Julija Litwina 50 m Brust: 14. Platz 100 m Brust: 18. Platz | Jungen - Ruslan Bajmanow 50 m Rücken: 12. Platz 100 m Rücken: 26. Platz |

### Taekwondo
Jungen
- Nursultan Mamajew
Klasse bis 55 kg: Silber

### Triathlon
| Mädchen - Karolina Solowjowa Einzel: 21. Platz Mixed: 13. Platz (im Team Asien 2) | Jungen - Kirill Uwarow Einzel: 27. Platz Mixed: 15. Platz (im Team Asien 3) |

### Turnen

#### Gymnastik
| Mädchen - Moldir Asimbai Einzelmehrkampf: 24. Platz | Jungen - Viktor Kotscherin Einzelmehrkampf: 32. Platz |

#### Rhythmische Sportgymnastik
Mädchen
- Julija Kisima
Einzel: 13. Platz